# Kukowo (województwo kujawsko-pomorskie)
Kukowo – wieś w Polsce położona w województwie kujawsko-pomorskim, w powiecie lipnowskim, w gminie Skępe.
| SIMC    | Nazwa     | Rodzaj  |
| ------- | --------- | ------- |
| 0869459 | Grabówiec | kolonia |

W latach 1954–1968 wieś należała i była siedzibą władz gromady Kukowo, po jej zniesieniu w gromadzie Skępe. W latach 1975–1998 miejscowość administracyjnie należała do województwa włocławskiego.

## Demografia
Według Narodowego Spisu Powszechnego (III 2011 r.) wieś liczyła 225 mieszkańców. Jest ósmą co do wielkości miejscowością gminy Skępe.